# Глузский, Михаил Андреевич
Михаи́л Андре́евич Глу́зский (21 ноября 1918, Киев — 15 июня 2001, Москва) — советский и российский актёр театра, кино и дубляжа, мастер художественного слова (чтец), театральный педагог. Народный артист СССР (1983). Лауреат Государственной премии РСФСР имени братьев Васильевых (1973).

## Биография
Родился 21 ноября 1918 года (по другим данным, а именно: согласно записи по юлианскому календарю в метрической книге — 20 ноября) в Киеве в семье поэта и журналиста-эсера Андрея Михайловича Гмырёва, переселившегося в Киев из Петрограда в середине 1917 года, и Ефросиньи Кондратьевны Глузской. Отец актёра построил в районе Караваевых дач небольшой домик, заложил сад со множеством фруктовых деревьев. В 1922 году после смерти отца семья переехала в Москву. В школу будущий актёр пошёл в Баку, где ему довелось в течение двух лет жить у своего отчима (1926—1928). В 1929 году вернулся в Москву. Работал сначала учеником слесаря в мастерских НАТИ, в дальнейшем — учеником электромонтёра и электромонтёром в Центральном универмаге Мосторга (1933—1936). Окончил вечернюю школу рабочей молодёжи, участвовал в художественной самодеятельности при клубе Мосторга под руководством актёров МХАТ-2 Б. Васильева, К. Ратомского, А. Потоцкого, играл в Театре рабочей молодёжи (ТРАМ).
В 1936—1940 годах учился в Школе киноактёров при киностудии «Мосфильм», в июле — октябре 1940 года — актёр киностудии. В 1938 году дебютировал в кино в фильме «Семья Оппенгейм».
В 1940 году был призван в армию, проходил службу в команде при Центральном театре Красной армии. В годы Великой Отечественной войны работал во фронтовых бригадах.
В 1946—1995 годах — актёр Театра-студии киноактёра.
В 1949—1950 годах — актёр Драматического театра Группы советских войск в Германии.
Работал по приглашениям в театре «Современник», в Драматическом театре имени М. Ермоловой в Москве.

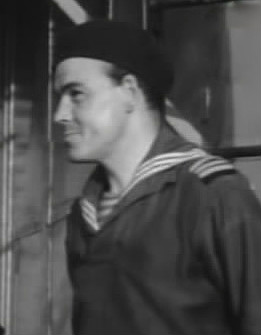
Михаил Глузский в роли Тарапаты в фильме «Повесть о „Неистовом“» (1947)

Режиссёры охотно звали его сниматься в кино, но в основном на небольшие роли. Снялся более чем в 150 кинофильмах, в том числе: «Повесть о настоящем человеке», «Тайна двух океанов», «Тихий Дон», «Кавказская пленница», «Сказ про то, как царь Пётр арапа женил», «Золотая мина», «Похищение «Савойи»», «ТАСС уполномочен заявить…» и многие другие.
Одним из лучших образов актёра в кинематографе стала роль академика Сретенского в фильме И. Авербаха «Монолог» (1972), где устами актёра пожилой высокоостепенённый учёный, сделавший блестящую научную карьеру, с пронзительно исповедальной интонацией рассказывает о скрытой от друзей и коллег драме одинокой жизни, в осеннем сквере встречает призрак своей несостоявшейся юношеской любви, а наяву переживает непростые, отягощённые бытовыми неурядицами отношения с непутёвой дочерью (М. Терехова) и зятем, а также с обретающей первый романтический опыт внучкой (М. Неёлова). Стандартная фраза «фильм о смысле жизни» как нельзя более применима к этой картине, отмечала в 1973 году в журнале «Советский экран» киновед Наталья Басина.
Работал на радио и телевидении, его голосом говорят многие персонажи дублированных иностранных фильмов. Первым стал исполнять стихи российского поэта Н. А. Заболоцкого, которые долгие годы были запрещены в СССР.
В 1986—1991 годах — секретарь правления Союза кинематографистов СССР, руководил комиссией ветеранов кино в СК СССР, возглавлял Московскую городскую комиссию по культурному шефству над Вооружёнными силами СССР. Последняя общественная работа — руководство комиссией ветеранов кино и Военно-шефской комиссией Москвы.
В 1989—1996 годах преподавал на кафедре актёрского мастерства во ВГИКе (с 1994 — профессор). В 1987—1998 годах руководил двумя мастерскими на актёрском отделении ВГИКа и выпустил два курса (таджикский и русский).

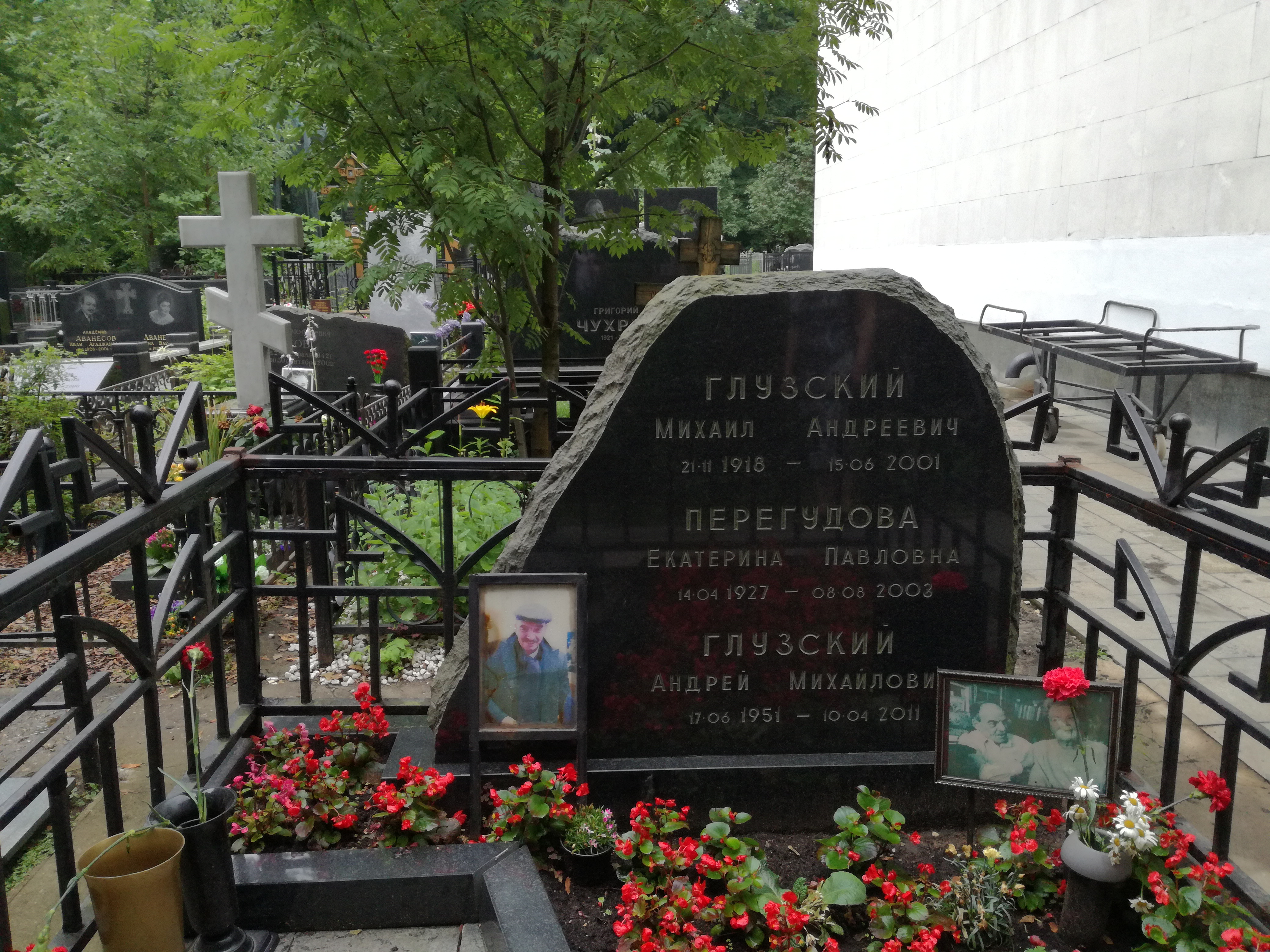
Могила на Ваганьковском кладбище Москвы

С 1995 года — актёр театра «Школа современной пьесы», где играл в спектаклях «Уходил старик от старухи» Семёна Злотникова, «Антигона в Нью-Йорке» Януша Гловацкого, «Чайка» А. П. Чехова, «Чайка» Бориса Акунина.
Последняя его роль на телеэкранах была в сериале «Дальнобойщики», в 14 серии, которая вышла уже после смерти актёра.
13 мая 2001 года последний раз вышел на сцену театра в спектакле «Чайка» в роли Сорина. Его посадили на инвалидную коляску (по сценографии спектакля, персонаж всё действие проводит в ней). Сразу же после спектакля актёра отвезли в больницу. В ту же ночь ему ампутировали ногу.
Скончался 15 июня 2001 года на 83-м году жизни в Москве от сердечного приступа. Похоронен в Москве на Ваганьковском кладбище (участок № 12А).

## Семья
Жена — Екатерина Павловна Перегудова (1927—2003), театровед, выпускница ГИТИСа, старший научный сотрудник Государственного института искусствознания, падчерица А. К. Дживелегова. Похоронена в Москве на Ваганьковском кладбище (участок № 12А) рядом с мужем.
Сын Андрей Глузский (1951—2011). Окончил художественное отделение школы-студии МХАТ, работал в художественно-постановочной части Театра-студии киноактёра. Похоронен в Москве на Ваганьковском кладбище рядом с родителями.
Дочь Мария Глузская (род. 30.06.1954, в замужестве Федотова). Лингвист-переводчик. Замужем за российским правозащитником Михаилом Федотовым.

## Награды и звания
- Заслуженный артист РСФСР (29.09.1969)
- Народный артист РСФСР (07.01.1977) — за заслуги в области советского киноискусства[9]
- Народный артист СССР (30.11.1983)
- Государственная премия РСФСР имени братьев Васильевых (1973) — за роль Ивана Степановича в фильме «Пришёл солдат с фронта» (1971)
- Орден «За заслуги перед Отечеством» III степени (16.11.1998) — за выдающийся вклад в развитие отечественного искусства[10]
- Орден Трудового Красного Знамени (1989)
- Медаль «За победу над Германией в Великой Отечественной войне 1941—1945 гг.» (1945)
- Медаль «За укрепление боевого содружества» (01.07.1986)
- Медаль «В память 800-летия Москвы» (1948)
- Благодарность Президента Российской Федерации (25.12.1995) — в связи со 100-летием мирового и российского кинематографа за заслуги перед государством и большой вклад в отечественную культуру[11]
- Нагрудный знак «Отличник кинематографии СССР» (1968) — за плодотворную работу в кинематографии и в связи с пятидесятилетием
- Серебряная медаль им. А. Довженко 1975 — за исполнение роли Гузея в фильме «Пламя»
- Национальная кинематографическая премия «Ника» (в номинации «Лучшая роль второго плана», фильм «Мужчина для молодой женщины», 1997)
- Премия деловых кругов «Кумир» (1997) — за высокое служение искусству
- МКФ актёров кино «Созвездие» (Приз «За выдающийся вклад в профессию», Тверь, 1998)
- КФ «Виват кино России!» в Санкт-Петербурге (Приз «Живая легенда российского кино», 1999)
- Национальная кинематографическая премия «Ника» (в номинации «Честь и достоинство», 1999).

## Роли в театре
Театр-студия киноактёра
- «Бесприданница» А. Н. Островского — Карандышев
- «Старые друзья» Л. А. Малюгина — Шура Зайцев
- «Остров мира» Е. П. Петрова — мистер Баба
- «Иван Васильевич» М. А. Булгакова — Жорж Милославский
- «Бесы» по Ф. М. Достоевскому — Верховенский-старший

Московский театр «Школа современной пьесы»
- «Уходил старик от старухи» С. И. Злотникова — старик[12]
- «Антигона в Нью-Йорке» Я. Гловацкого
- «Чайка» Б. Акунина — Сорин
- «Гамлет», 1998 (реж. Петер Штайн) — могильщик

## Фильмография

### Актёрские работы
- 1938 — Семья Оппенгейм — гимназист (нет в титрах)
- 1939 — Девушка с характером — Петров, пограничник (нет в титрах)
- 1939 — Минин и Пожарский — дворовый Пожарского / погибший воин (нет в титрах)
- 1940 — Салават Юлаев — Абдурахман (нет в титрах)
- 1947 — Повесть о «Неистовом» — Тарапата
- 1947 — Сельская учительница — солдат (нет в титрах)
- 1948 — Повесть о настоящем человеке — капитан Чеслов (нет в титрах)
- 1950 — В мирные дни — мичман (нет в титрах)
- 1953 — Таинственная находка — Сергей Иванович Чернышёв, бывший партизан
- 1954 — «Богатырь» идёт в Марто — старший механик (нет в титрах)
- 1955 — Белый пудель — рыбак-гитарист (нет в титрах)
- 1955 — Попрыгунья — Буркин, писатель
- 1955 — Судьба барабанщика — сотрудник милиции
- 1956 — Тайна вечной ночи — радист на острове (нет в титрах)
- 1956 — Тайна двух океанов — Матвей Андреевич Ивашев, шпион
- 1957 — Ласточка — Щавель, матрос
- 1957 — Цель его жизни — диспетчер
- 1957 — 1958 — Тихий Дон — есаул Калмыков
- 1958 — Дожди (к/м) — Тимофеев
- 1958 — Ночной гость — Егор
- 1958 — Последний дюйм — Джиффорд
- 1959 — Друзья-товарищи — Рязанов
- 1960 — Ловцы губок — капитан Алимонос
- 1960 — Мичман Панин — Усольцев
- 1961 — Явление Венеры (к/м) — архирей
- 1962 — Люди и звери — Василий Клячко
- 1963 — Два воскресенья — Василий Васильевич Новиков
- 1963 — Именем революции — штабс-капитан Романовский (Матвей Сторожев), заговорщик
- 1963 — Каин XVIII — начальник королевской охоты
- 1963 — Секретарь обкома — Евгений Осипович Боксанов, писатель
- 1964 — Большая руда — Косичкин, опытный шофёр
- 1964 — Первый снег — председатель профкома
- 1964 — Где ты теперь, Максим? — Корней Зубков
- 1964 — Живые и мёртвые — генерал Орлов
- 1964 — Хоккеисты — Сергей Валерьянович Ильин
- 1965 — Брошенная трубка (короткометражка) — сослуживец Негорелова
- 1965 — Как вас теперь называть? — командир партизанского отряда
- 1965 — Сколько лет, сколько зим! — полковник-пограничник
- 1965 — Совесть — Спартаков
- 1966 — Кавказская пленница, или Новые приключения Шурика — администратор гостиницы
- 1966 — Кто придумал колесо? — председатель завкома
- 1966 — По тонкому льду — Александр Васильевич Кочергин, полковник НКВД
- 1966 — Пробуждение (киноальманах) (новелла «Баллада о винтовке») — дядя Митя
- 1966 — Сегодня — новый аттракцион — Парфёнов, сопровождающий тигров
- 1967 — В огне брода нет — Фокич, санитар
- 1967 — Путь в «Сатурн» — Сивков
- 1967 — Конец «Сатурна» — Сивков
- 1967 — Места тут тихие — Александр Ильич Братнов
- 1967 — Мне было девятнадцать — генерал
- 1967 — Пароль не нужен — Мацумото
- 1967 — Разбудите Мухина! — Диоген / Демосфен / скульптор
- 1968 — Гроза над Белой — командир кавалерийского полка
- 1968 — Крах — Иван Фомичёв
- 1968 — На войне как на войне — полковник Дей
- 1969 — Эти невинные забавы — Валерий Николаевич, коллекционер
- 1969 — Цена — Виктор Франц, сержант полиции
- 1970 — Бег — капитан
- 1970 — Миссия в Кабуле — Гари
- 1970 — Обратной дороги нет — командир партизанского отряда
- 1970 — Секретарь парткома — Павел Калинович Любарский
- 1970 — Случай с Полыниным — генерал
- 1970 — Счастье Анны — коммунист из уезда
- 1970 — Украденный поезд — полковник абвера
- 1971 — Ехали в трамвае Ильф и Петров — Брыкин, счетовод
- 1971 — Освобождение (фильм 4-й и 5-й: Битва за Берлин. Последний штурм) — сержант Ряженцев
- 1971 — Пришёл солдат с фронта — Иван Степанович Меньшиков
- 1971 — Человек с другой стороны — Григорий, белоэмигрант (нет в титрах)
- 1972 — Дела давно минувших дней… — Василий Михайлович Злотников
- 1972 — Инженер Прончатов — Никита Никитич Нехамов
- 1972 — Монолог — академик Никодим Васильевич Сретенский
- 1973 — За облаками — небо — Константин Игнатьевич
- 1973 — Сто шагов в облаках (к/м) — Митрошин
- 1973 — Товарищ бригада — Пётр Константинович Смайдов
- 1974 — Земляки — дед Миколы
- 1974 — Земные и небесные приключения — Семён Иванович Жук
- 1974 — Пламя — Семён Иванович Гузей
- 1974 — Премия — Борис Петрович Шатунов, начальник планового отдела
- 1974 — Птицы над городом — Александр Васильевич Букин
- 1975 — Маяковский смеётся — профессор
- 1975 — Последняя жертва — Фрол Федулыч Прибытков
- 1975 — Принимаю на себя — командарм Турмачёв
- 1975 — Рассказ о простой вещи — подполковник Туманович
- 1975 — Степные раскаты — генерал Вячеслав Алексеевич Тучнов
- 1976 — Всего одна ночь — подполковник Боровой
- 1976 — Длинное, длинное дело... — Иван Игнатьевич Филиппов, прокурор
- 1976 — Красное и чёрное — аббат Пирар
- 1976 — Сказ про то, как царь Пётр арапа женил — шут Балакирев
- 1976 — Время выбрало нас — Фадей
- 1977 — Гармония — Иван Борисович Флягин, начальник КБ
- 1977 — Золотая мина — полковник Зарубин
- 1977 — Как Иванушка-дурачок за чудом ходил — Марко Петрович Богатый, злой и коварный купец
- 1977 — Почти смешная история — Виктор Михайлович Мешков, инженер по технике безопасности, папа Мани и возлюбленный Илларии Павловны
- 1977 — Степь — купец Варламов
- 1977 — Счёт человеческий — Шафир
- 1978 — Иванцов, Петров, Сидоров — Семён Ильич Сидоров
- 1978 — Плата за истину — Луи Пастер
- 1978 — Поздняя встреча — Пётр Свиридонский, однополчанин Гущина
- 1978 — Соль земли — Михаил Семёнович Лисицын
- 1978 — Территория — Сидорчук
- 1979 — Похищение «Савойи» — Генрих Шарф (Эрвин Хаске), глава преступной группы в Латинской Америке, нацистский преступник
- 1980 — Дом у кольцевой дороги — Александр Игнатьевич Сидоров
- 1980 — Желаю успеха — профессор Варенцов
- 1980 — Каждый третий — Евдоким Ягодкин
- 1980 — Крах операции «Террор» — Красин
- 1980 — Никудышная — Савва Тимофеевич Мельников
- 1980 — Серебряные озёра — Иван Сергеевич Ковалёв
- 1980 — Юность Петра — Иван Борисович Троекуров (нет в титрах)
- 1981 — Тропинины — Дмитрий Павлович Тропинин
- 1981 — Брелок с секретом — «Профессор»
- 1981 — Затишье — Егор Капитоныч, помещик
- 1981 — Ночь председателя — Павел Степанович Сухоруков
- 1982 — Голос — Павел Платонович
- 1982 — Остановился поезд — Пётр Филиппович Пантелеев
- 1982 — Предчувствие любви — Иван Евгеньевич Крюков
- 1982 — Солнечный ветер — Владислав Ефремович Губин
- 1982 — Транзит — Тихон Иванович Караваев, отчим Тани
- 1983 — Дублёр начинает действовать — Цыбин
- 1983 — Здесь твой фронт — Василий Игнатьевич Маркелов
- 1983 — Ученик лекаря — Коста, царский воспитатель
- 1984 — Зачем человеку крылья — Кирилл Петрович, генерал-лейтенант
- 1984 — Ольга и Константин — председатель колхоза
- 1984 — ТАСС уполномочен заявить… — Пётр Георгиевич Фёдоров, генерал КГБ
- 1985 — Грядущему веку — Роман Кузьмич, секретарь райкома (нет в титрах)
- 1985 — И на камнях растут деревья — старик Левий
- 1985 — Из жизни Потапова — Сергей Николаевич Луговой
- 1986 — Где-то гремит война — Артемьев, врач
- 1986 — Последняя дорога — Алексей Петрович Шишкин
- 1986 — Экзамен на директора — Антон Афанасьевич, учитель
- 1986 — 1988 — Жизнь Клима Самгина — Яков Акимович Самгин, дядя Клима
- 1987 — Без солнца — Лука, странник
- 1987 — Десять негритят — генерал Макартур
- 1987 — Запомните меня такой — Золотаревский
- 1987 — Квартирант (к/м) — пожилой человек
- 1987 — Крейцерова соната — пассажир
- 1988 — Клад — Иван Андреевич, подполковник милиции
- 1988 — Опасный человек — Иван Иванович
- 1988 — Это было прошлым летом — Степаныч
- 1989 — Вход в лабиринт — Илья Петрович Благолепов
- 1989 — Наваждение
- 1989 — Трудно быть богом — отец Гаук
- 1990 — Адвокат — следователь Авдеев
- 1990 — Короткая игра — Аверьян Никитич
- 1990 — Ныне прославися сын человеческий — преподобный отец Сысой
- 1990 — Овраги — Павел Акимович Тихомиров
- 1991 — Кровь за кровь — Гриднев, отставной генерал
- 1991 — Пока гром не грянет — Межаков
- 1991 — Умирать не страшно — Николай Михайлович
- 1992 — Русские братья — Евгений Николаевич, старый лесник
- 1992 — Чёрный квадрат — генерал Цапко
- 1993 — Заложники «Дьявола» — Николай Павлович Шмелёв, следователь
- 1995 — Русский паровоз — Тимофей Андреевич, ветеран, машинист
- 1995 — Трамвай в Москве (к/м) — офицер на пенсии
- 1996 — Мужчина для молодой женщины — тесть Олега
- 1997 — Мытарь — Баюн, знахарь
- 1997 — Шизофрения — камео
- 1998 — Князь Юрий Долгорукий — советник Шиманович
- 2000 — Бременские музыканты & Co — старый Кот
- 2001 — На полпути в Париж — дед Авдей
- 2000 — 2001 — Дальнобойщики (14-я серия «Последняя игра») — Пётр Михайлович, профессиональный игрок в карты (частично роль озвучил Алексей Колган)

### Киножурнал «Фитиль»
- 1981 — Выпуск № 223 (новелла «Защитный вариант») — Бавыкин, астроном-любитель

### Киножурнал «Ералаш»
- 1974 — Выпуск № 2 (сюжет «Слава Ивана Козловского»)[13] — Борис Сергеевич, учитель музыки
- 2001 — Выпуск № 143 (сюжет «Крик осла»)[14] — Михаил Владиленович, дедушка мальчика

### Телеспектакли
- 1979 — Месяц длинных дней — Иван Фёдорович Званцев
- 1980 — Этот фантастический мир (выпуск № 3)
- 1981 — С любовью к женщине
- 1981 — Мы не увидимся с тобой — Лопатин
- 1982 — Этот фантастический мир (выпуск № 7 «Принцип неопределённости») — Анатолий Николаевич
- 1984 — Весёлый трамвай — главная роль
- 1988 — Красное вино победы — ведущий
- 1990 — Стариковское дело — дед Нечай
- 1993 — Шопен. Соната номер два

### Дублирование

#### Луи де Фюнес
- 1965 — Господин Крюшо в Нью-Йорке — старший сержант Людовик Крюшо[15] (дубляж киностудии «Мосфильм», 1971 г.)
- 1968 — Маленький купальщик — Луи-Филипп Форшом[15] (дубляж киностудии «Мосфильм», 1971 г.)
- 1979 — Жандарм и инопланетяне — Людовик Крюшо[15] (дубляж киностудии «Мосфильм», 1980 г.)

#### Другие работы по годам
- 1959 — В джазе только девушки[16] — Коломбо «Белые Гетры» (роль Дж. Рафта) (дубляж киностудии им. Горького, 1966 г.)
- 1961 — Три мушкетёра — шевалье де Рошфор (роль Ги Делорма)[17] (дубляж киностудии «Мосфильм», 1962 г.)
- 1962 — 300 спартанцев — Фемистокл (роль Р. Ричардсона)[16][17] (дубляж киностудии «Мосфильм», 1970 г.)
- 1963 — Веские доказательства[фр.] — Годэ (роль Бурвиля)[15] (дубляж киностудии им. Горького, 1964 г.)
- 1974 — Невероятные приключения итальянцев в России — Розарио Агро (роль Тано Чимароза)[15] (дубляж киностудии «Мосфильм», 1974 г.)
- 1980 — Троих нужно убрать[16] — Лепренс (роль М. Оклера) (дубляж киностудии «Мосфильм», 1981 г.)
- 1981 — Невезучие[16] — пилот прогулочного самолёта[кто?] (дубляж киностудии «Мосфильм», 1983 г.)

### Озвучивание
- 1975 — И так — всю жизнь (документальный) — читает текст
- 1980 — Ледяная внучка — читает текст от автора
- 1980 — Новогоднее приключение (мультипликационный) — от автора / папа / папа-медведь / таксист
- 1981 — Люди медвежьих углов (документальный) — читает текст от автора
- 1981 — Недобрая Ладо (мультипликационный) — читает текст от автора (в титрах не указан)
- 1983 — Весёлая карусель (сюжет № 13 Мышонок и кошка) (мультипликационный) — дедушка мышонка
- 1985 — Вера Хоружая (документальный) — читает текст
- 1985 — Девочка из блокадного города (документальный) — читает текст
- 1985 — Знаменосцы Победы (документальный) — читает текст
- 1985 — Разведчик Николай Кузнецов (документальный) — читает текст
- 1986 — В. И. Ленин. Страницы жизни. Годы тревог и борьбы 1907—1917. Фильм первый «Бой абсолютно неизбежен» (документальный) — от автора
- 1988 — Босой учёный (мультипликационный) — читает стихотворение в финале
- 1988 — Простите нас (документальный) — читает текст
- 1988 — Чудесное яблоко (мультипликационный) — читает текст
- 1989 — Золотые слова (мультипликационный) — автор / папин начальник / папа
- 1990 — Семья Зитаров — текст от автора
- 1991 — Послушный ученик (мультипликационный) — читает текст
- 1992 — Детство Никиты — читает текст
- 1997 — Трагедия Льва Толстого (документальный) — читает текст
- 1999 — Обыкновенный большевизм (документальный) — закадровый текст

### Участие в фильмах
- 1998 — Искренне ваш, Георгий Вицин… (документальный)

### Архивные кадры
- 2002 — Михаил Глузский (из цикла телепрограмм канала ОРТ «Чтобы помнили») (документальный)
- 2006 — Михаил Глузский (из цикла передач телеканала ДТВ «Как уходили кумиры») (документальный)
- 2008 — Документальный фильм из цикла «Острова». Автор и режиссёр: Виктория Корчикова-Маловичко. Студия документального кинопоказа ГТРК «Культура». 2008 г (3 августа 2019). Михаил Глузский.  39 мин. Россия-Культура. Архивировано 3 августа 2019. {{cite episode}}: |series= пропущен или пуст (справка)
- 2011 — Да, я царица! Мария Миронова (документальный)